# Plastystaura
Plastystaura är ett släkte av fjärilar. Plastystaura ingår i familjen tandspinnare.
Kladogram enligt Catalogue of Life:
| Plastystaura | \| \| Plastystaura glis \| \| \| \| \| \| Plastystaura murina \| \| \| \| |
|              | \| \| Plastystaura glis \| \| \| \| \| \| Plastystaura murina \| \| \| \| |
|              | Plastystaura glis                                                         |
|              |                                                                           |
|              | Plastystaura murina                                                       |
|              |                                                                           |